# Andrzej Szyszkowski

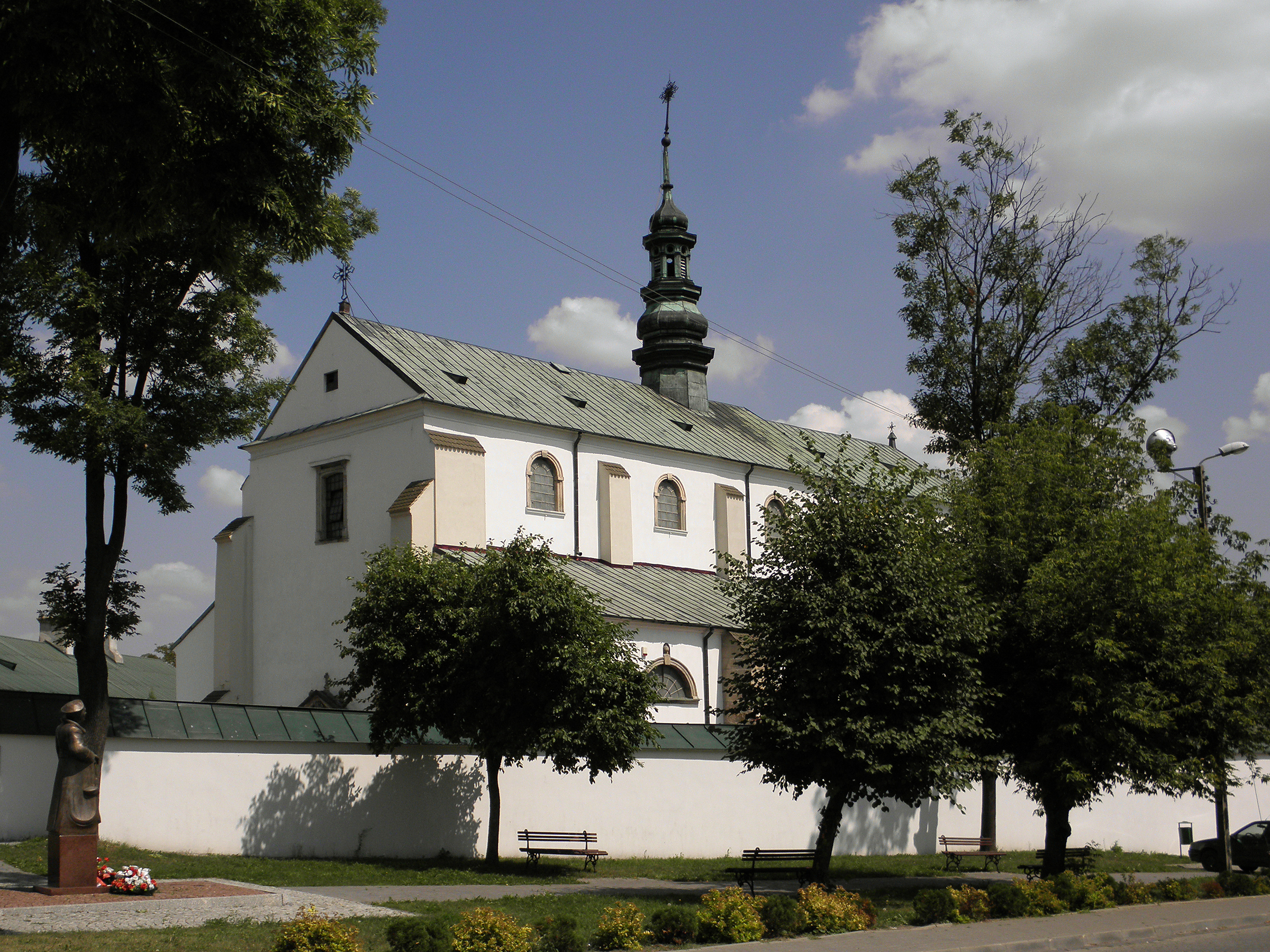
Kościół Wniebowzięcia Najświętszej Maryi Panny w Iłży.

Andrzej Szyszkowski herbu Ostoja (zm. 1636) – kanonik płocki, pułtuski, kielecki, zawichojski, krakowski i sandomierski, proboszcz w Iłży, kustosz krakowski, scholastyk krakowski, sekretarz królewski i kanclerz królewny Anny Katarzyny Konstancji Wazówny.

## Życiorys
Andrzej (Jędrzej) Szyszkowski należał do heraldycznego rodu Ostojów (Mościców). Jego rodzinę opisał Kasper Niesiecki w „Herbarzu polskim”. Przodkowie Szyszkowskiego wywodzili się z Szyszków (dziś Syski) w dawnym województwie sieradzkim. Był synem Jerzego Szyszkowskiego i bratem Piotra, kasztelana sądeckiego i wojnickiego. W roku 1617 wszedł do kapituły krakowskiej. Był już wówczas kanonikiem płockim i pułtuskim. Tego roku został też kanonikiem zawichojskim. Rok później przyjął tytuł kustosza kapituły krakowskiej a w 1624 roku otrzymał scholasterię w tejże kapitule po Stanisławie Skarszewskim. Pełnił funkcję sekretarza królewskiego za panowania Zygmunta III i następnie Władysława IV. Szyszkowski zmarł w Wilnie, w 1636 roku.
Został wspomniany przez Kaspra Niesieckiego w „Herbarzu polskim”. Niesiecki napisał co następuje: 

Jędrzej brat rodzony Piotra kasztelana, scholastyk Krakowski, dziekan Sandomierski, proboszcz w Iłży, jeździł, w legacji do Urbana VIII. Papieża, dalszym honorom śmierć przeszkodziła w Wilnie.